# Problemas do Recife
Os principais problemas do Recife são semelhantes aos de outras capitais do Nordeste do Brasil, e incluem a má qualidade das habitações de pessoas de comunidades pacificadas e cortiços, consumo e tráfico de drogas ilícitas, engarrafamentos, mendicância e criminalidade. Porém, no Recife, algum desses problemas são atenuados em relação a outras capitais, como o tráfico de drogas e a poluição visual, enquanto outros são agravados, como a criminalidade e o alto índice de analfabetismo.

## Meio ambiente
Desde o século XX no Recife que o processo de formação e estruturação da cidade ocorre, em grande parte, condicionado pelos recursos naturais, cuja inserção no ambiente construído agrega valor às práticas urbanizadoras, a partir de então, essas práticas, na maioria das vezes, desprezam esses recursos, quer como elemento natural quer como parte importante da paisagem construída, resultando nos seguintes problemas, persistentes até os dias atuais e ignorados pela maioria das gestões municipais:
- Transformação de ecossistemas frágeis (vegetação fraca) (mangues, matas e estuários) em áreas urbanas;
- Ocupação das várzeas (matas extremamente alagadas), margens dos rios e canais;
- Ocupação de áreas de encostas, principalmente pela população pobre, aumentando o risco de deslizamentos;
- Aumento do número de cortiços (habitações onde vivem milhares famílias), sobrecarregando a infra-estrutura existente;[1][2]
- O lançamento de esgoto e lixo nos corpos d’água,como acontece com o rio Capibaribe;[3][4]
- O aumento do número de automóveiss ônibus, motocicletas e caminhões, e o consequente aumento da emissão de gases poluentes, provocadores do aquecimento global e do agravamento dos congestionamentos.[5]

## Espaço público

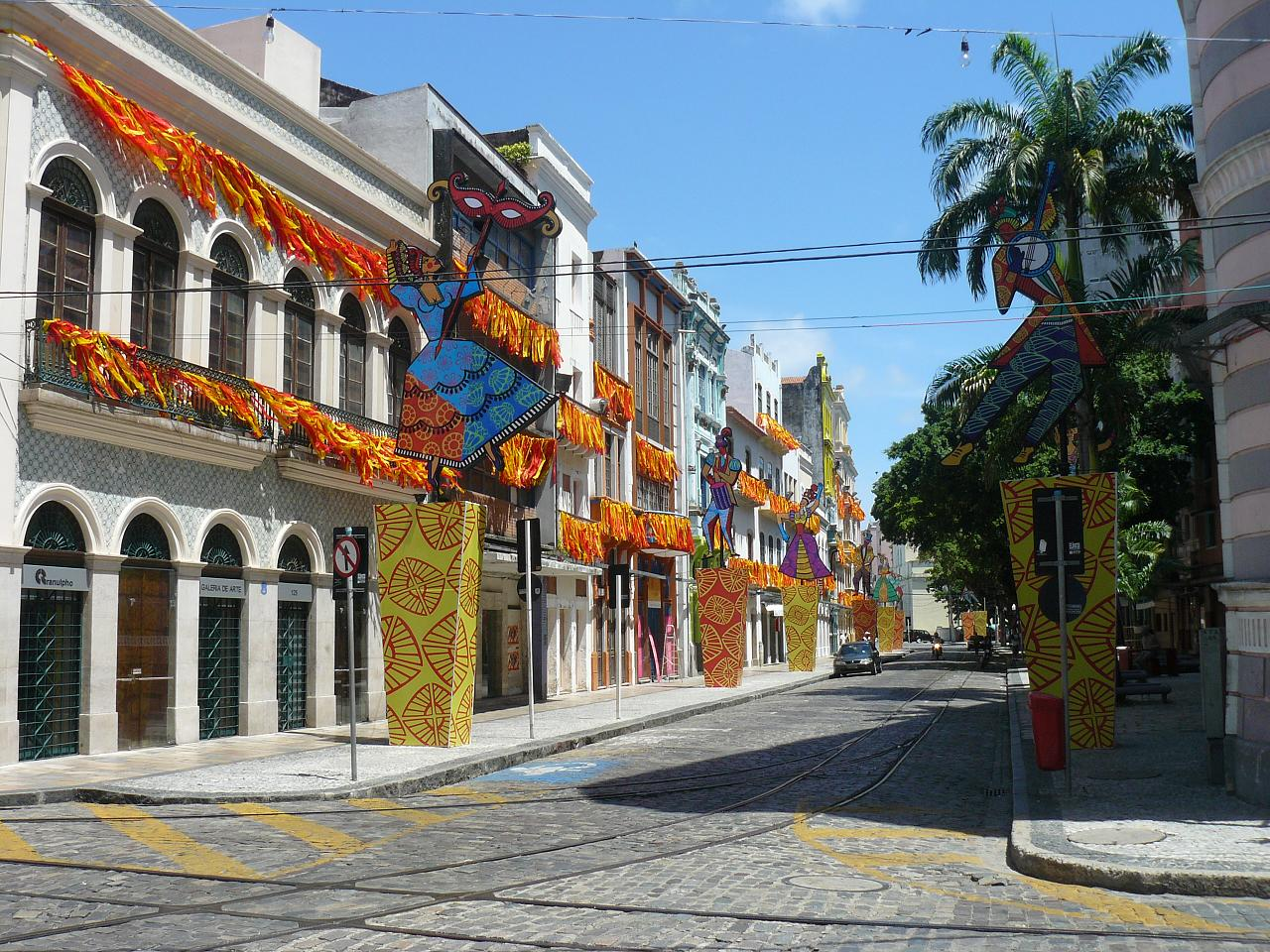
A descaracterização do casario histórico é um dos problemas enfrentados pelo Recife.

O espaço público tem sido tratado, muitas vezes, com desatenção. Dessa desatenção resultam espaços qualitativamente pouco expressivos, pobres do ponto de vista urbanístico e, frequentemente, pouco atraentes.
Some-se a esses problemas, a poluição visual e sonora, que vem sido combatido pela Prefeitura do Recife e pelo Governo do Estado.Porém,muitos recifenses continuam achando que não está havendo combate algum por parte das autoridades competentes. Para essas pessoas, a poluição visual e sonora ainda persiste fortemente.
É nos bairros de renda alta e média que estão localizadas as praças em bom e regular estado de conservação.

## Saneamento básico

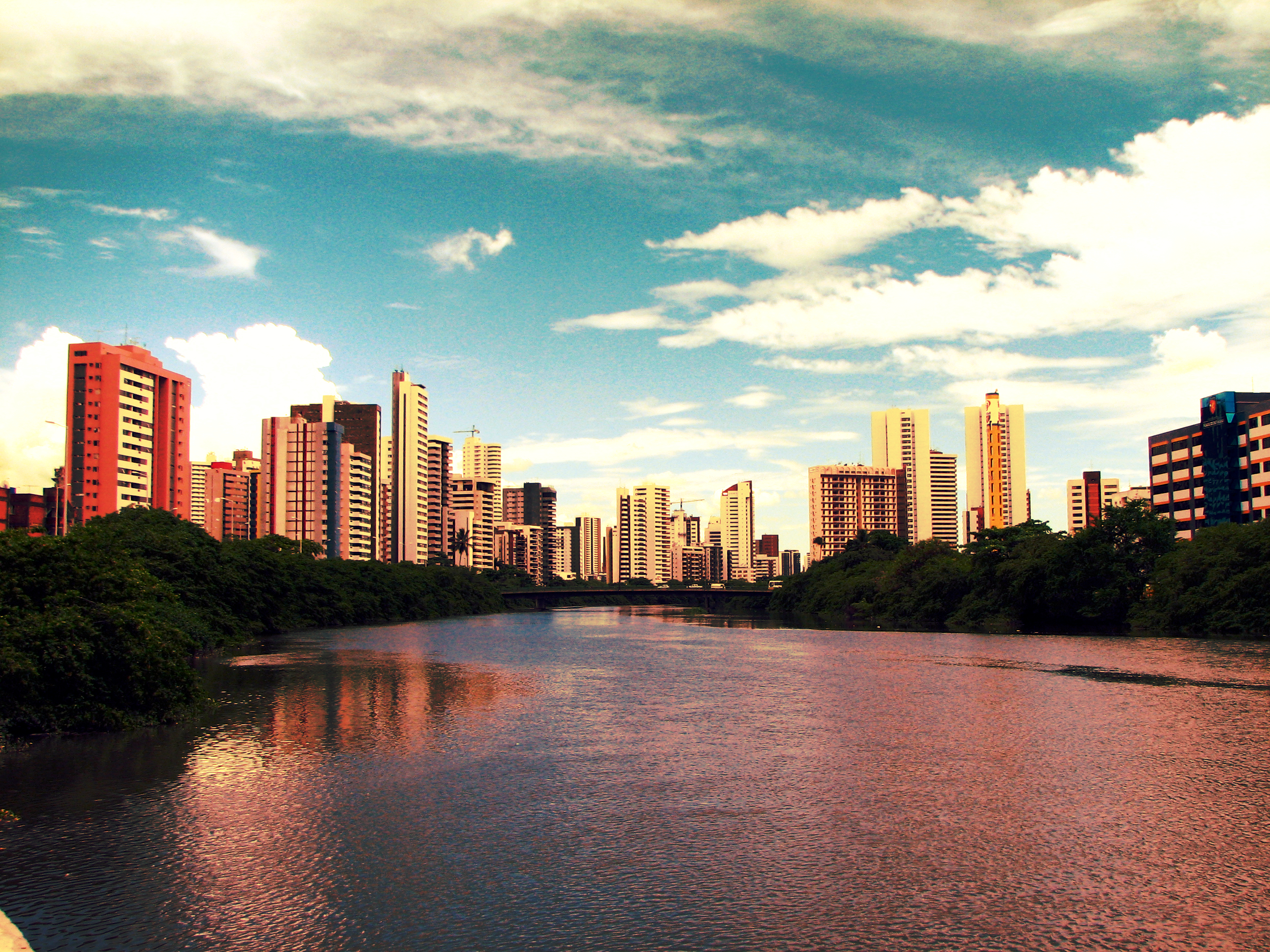
O Rio Capibaribe, considerado o sétimo rio mais poluído do Brasil, é receptor de grande quantidade de esgoto doméstico in natura e efluentes industriais.

Parte significativa da população recifense vive em condições ambientais insalubres, o que repercute sobre a qualidade de vida da população, especialmente para aqueles que habitam nas áreas pobres da cidade. A classe média, através de soluções individuais, consegue manter-se a certa distância desses problemas, o que de certa forma mascara a má gestão pública no setor.
Em 2010, a proporção de domicílios com saneamento básico adequado, ou seja, o percentual de domicílios do Recife com abastecimento de água por rede geral, esgotamento sanitário por rede geral ou fossa séptica e lixo coletado diretamente ou indiretamente era de 59,8%; um aumento de exatos 10% em comparação ao percentual registrado em 2000. Já a proporção de domicílios com saneamento semi adequado – entenda-se por saneamento básico semi adequado a presença de pelo menos uma forma de saneamento considerada adequada – era de 39,9%; contra 49,3% registrados em 2000. O percentual de domicílios em que todas as formas de saneamento foram consideradas inadequadas foi de 0,4%, ante 0,9% em 2000.

## Macrodrenagem
As características peculiares da cidade quanto à sua geomorfologia, aliadas a um processo de urbanização realizado às custas da ocupação do espaço natural das águas apontam para uma crescente dificuldade de escoamento das águas pluviais no território municipal.
Esta circunstância sobrecarrega as estruturas do sistema de drenagem e provoca, em muitos casos, inundações indesejáveis, às vezes permanentes, nas áreas mais baixas.
Além do mais, a efetividade desse sistema de macrodrenagem ainda é diminuída pela deficiência do sistema de microdrenagem a montante, pelos problemas de assoreamento e deslizamento dos morros e pelas naturais condições da cidade situada ao nível do mar.
No caso das encostas dos morros, a ocupação desordenada e realizada à revelia dos princípios básicos da drenagem, contribui para agravar os problemas relativos à macrodrenagem, além de torná-las áreas de risco, sujeitas a desmoronamentos, ameaçando, dessa forma, as vidas de seus moradores.

## Resíduos sólidos
Os principais elementos da problemática dos resíduos sólidos no Recife ainda são o alto custo da coleta e do destino final (R$ 4 milhões/mês)e o destino final dos resíduos que fica fora do território municipal no bairro da Muribeca, em Jaboatão dos Guararapes, em aterro cuja gestão é compartilhada, ficando sob a responsabilidade do Recife as tarefas operacionais; o destino final de resíduos sólidos especiais; os cadáveres de animais recolhidos no Recife ou sacrificados no Centro de Vigilância Animal da Secretaria Municipal de Saúde que atende também ao Município de Olinda;os resíduos hospitalares provenientes das unidades de saúde municipais, estaduais, federais e privadas localizadas no município.

## Verticalização
O processo de verticalização intensificou-se em determinadas áreas da cidade.
Considerando a área total construída da cidade, observa-se que a maior parte ainda corresponde a imóveis de 1 e 2 pavimentos, que estende-se por uma mancha que sai dos bairros do Recife, Santo Antônio e São José, dirigindo-se para o Pina. Há uma concentração em parte de Santo Amaro, Campo Grande, parte dos morros e nos bairros situados na margem esquerda do rio Capibaribe. Apenas em determinadas áreas não há predominância de área construída em imóveis de até dois pavimentos: em Boa Viagem, na margem esquerda do Rio Capibaribe, em parte da margem direita e em parte do Centro Expandido. Além disso, a área construída dos imóveis residenciais com mais de 20 pavimentos concentra-se, sobretudo, em Boa Viagem e na margem esquerda do Rio, sendo inexpressiva em outros locais.
O grande problema em termos do processo de verticalização e de adensamento construtivo da cidade é que vem se realizando de forma indiscriminada em parte do território da cidade sem, muitas vezes, ocorrer de forma compatível com a paisagem urbana e com a capacidade das estruturas urbanas. Não sem razão, as comunidades das Graças e de Casa Forte clamaram por restrições quanto aos parâmetros urbanísticos estabelecidos para esses bairros. No primeiro caso, em decorrência, muito mais, da falta de capacidade do sistema viário de absorver um maior adensamento construtivo e, no segundo, por conta, sobretudo, da necessidade de preservar a paisagem.

## Dinâmica espacial das atividades econômicas
A dinâmica de localização das atividades comerciais, de serviços e industriais, conheceu, ao longo do tempo, profundas transformações. Até a década de 70, o centro abrigava as principais atividades econômicas e institucionais. Com a emergência de um dinâmico mercado imobiliário direcionado às classes médias, os bairros do Espinheiro, Graças e Boa Viagem tornaram-se áreas privilegiadas para esses investimentos imobiliários. Tal processo significou a migração do terciário “nobre”, que se localizava na área central, para esses bairros, particularmente para os seus principais eixos viários. Ao mesmo tempo, contribuiu para a expansão, na área central e seu entorno, das atividades comerciais e terciárias direcionadas para os segmentos populares.
Porém algumas pessoas não observam isso como um problema, e sim, como um sinal de progresso. As pessoas que defendem a teoria da decadência do Centro do Recife diz que o distrito-sede tornou-se bastante desvalorizado e abandonado, fenômeno que também é observado em outras capitais históricas brasileiras, como Salvador, Rio de Janeiro e São Paulo. Portanto, não existe um consenso (em que todos concordam) sobre a atual situação do centro.

## Áreas urbanizáveis e vazios urbanos

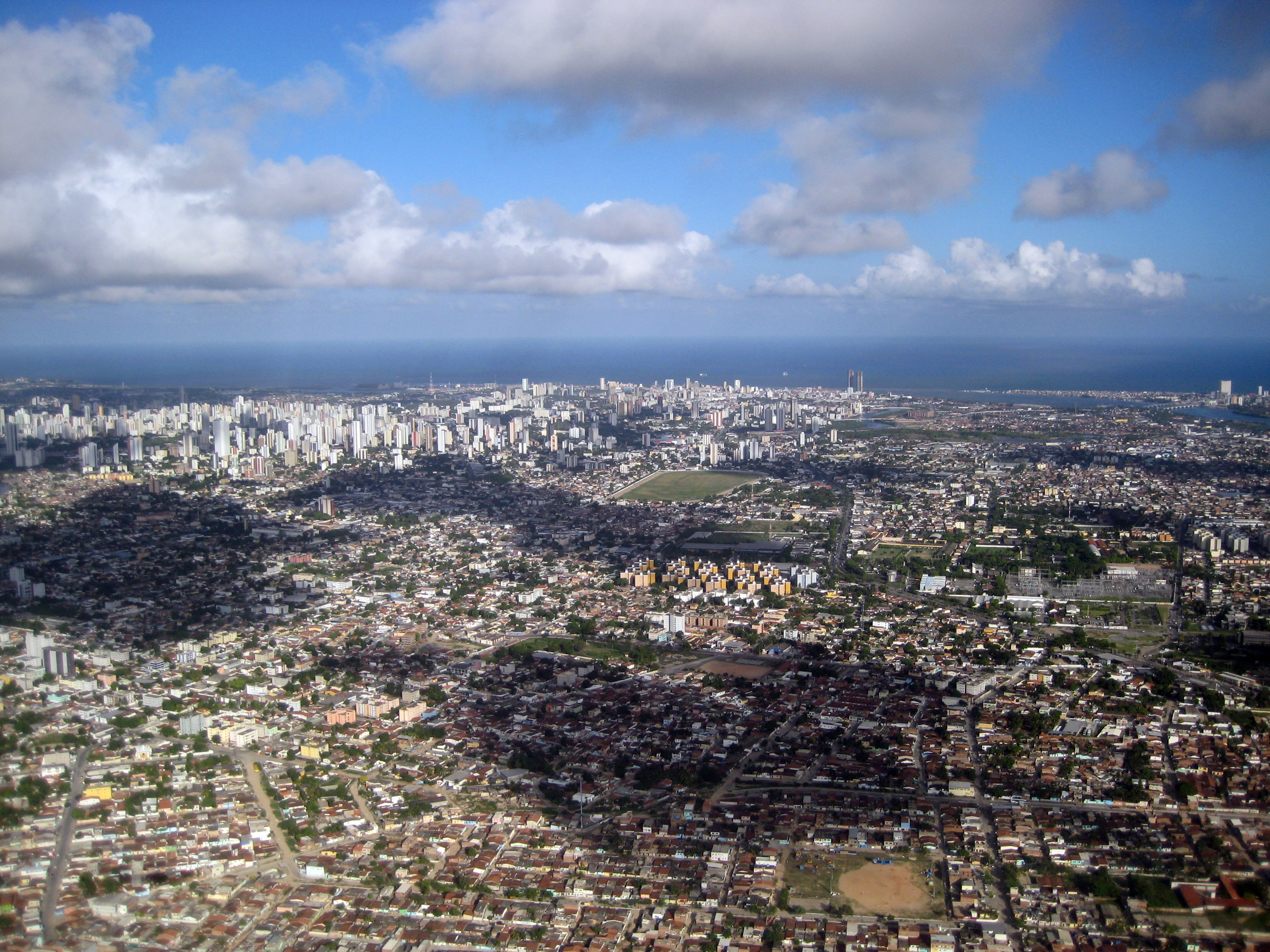

Toda a extensão territorial do município do Recife é considerada Zona Urbana, entretanto ainda existem muitos imóveis ruraiscadastrados apenas pelo INCRA, alguns com dezenas, ou outros com centenas de hectares, alguns já loteados, outros que ainda resistem ao parcelamento para fins urbanos. Estão localizados nas proximidades das rodovias BR 101, BR 232 e BR 408 (TIP
-Curado), a oeste da BR 101 e nos limites com Jaboatão, Camaragibe (Aldeia) e Paulista. Algumas dessas áreas estão protegidas por legislação estadual de proteção de mananciais e reservas ecológicas, o que implicará em parâmetros mais restritivos de parcelamento, ocupação e uso para fins urbanos. Outras, entretanto, integram a fronteira de conurbação e de transbordamento do tecido viário do município do Recife. Nos estudos sobre a dinâmica espacial, constatou-se que o processo de urbanização e ocupação da cidade gerou um tecido com muitos vazios. Além daqueles grandes imóveis rurais situados a oeste da BR 101, das regiões limítrofes com Jaboatão, Camaragibe e Paulista, encontram-se ainda glebas e grandes terrenos vazios ou subutilizados bem localizados e bem servidos de infra-estrutura, em bairros mais centrais do município do Recife.

## Processos informais de ocupação do solo
Nas décadas anteriores, existia a omissão do Estado em relação a uma necessária regulação das propriedades urbanas e sua ação direta, por meio de políticas de desenvolvimento urbano e habitacional, se rebateram numa distribuição seletiva dos investimentos públicos, incentivando a retenção especulativa da terra e restringindo o acesso ao solo urbano e à moradia para a população de baixa renda. Esta população só vem tendo, historicamente, acesso à terra urbana e a alternativas habitacionais mediante ações informais e irregulares de ocupação da terra e padrões de baixíssima qualidade na construção da habitação, em áreas pouco infra-estruturadas e ambientalmente frágeis, com as piores condições de habitabilidade (margens de córregos), áreas de risco geotécnico, entre outras). Porém, desde a década de 2000 a Prefetura vem fazendo investimentos significativos no setor habitacional O Governo Federal em parceria com o Governo de Pernambuco e com empresas do setor imobiliário, no final da década de 2000 também investiu na parte habitacional.

## Mobilidade e transporte público
Um dos problemas de mobilidade recifenses mais denunciados são os constantes engarrafamentos, resultantes da saturação da malha viária municipal, não projetada para um tráfego intenso e crescente, perante o aumento desenfreado do número de carros e motocicletas nas últimas décadas. O problema é tamanho que Recife é a cidade brasileira com o trânsito mais lento nos horários de pico (86% mais devagar do que nos horários de vale), segundo dados de 2017 da 99 Tecnologia.
Associado ao trânsito carente de fluidez, o transporte coletivo por ônibus também é frequentemente criticado pelos recifenses e muitas vezes preterido em favor do transporte individual motorizado. Pesquisa de 2015 da Proteste - Associação Nacional de Defesa do Consumidor revelou que Recife é a capital com os usuários de transporte público mais insatisfeitos, os ônibus menos pontuais e a segunda maior lentidão na locomoção do Brasil. Essa realidade tem melhorado muito pouco ao longo dos anos, sendo muito frequentes as reclamações de usuários de que a qualidade do transporte municipal não acompanha os aumentos anuais das tarifas de ônibus, permanecendo superlotados, desconfortáveis, majoritariamente desprovidos de ar condicionado (mesmo numa cidade de clima bastante quente e úmido) e com renovação de frota aquém do desejado pela população.
Para complicar a situação, o transporte sobre trilhos da cidade e da região metropolitana não atende à demanda existente. A malha metroferroviária é muito reduzida, estando as linhas do Metrô do Recife construídas sobre o leito ferroviário de antigos ramais da RFFSA, não atravessando os bairros mais necessitados de transporte de massa rápido e carecendo de projetos de expansão - e, em diversos casos, propostas de ramais de metrô ou VLT são preteridas em favor de projetos de BRT nem sempre implementados. Os trens frequentemente andam superlotados e com ar condicionado quebrado, percorrem diversos trechos em velocidade reduzida, param por falhas mecânicas ou na rede elétrica, têm um headway irregular e muitas vezes demorado e sofrem com vandalismo. As estações são desconfortáveis e repletas de lixo, não possuem nenhum aparato de segurança que proteja os passageiros de cair na via, suas escadas rolantes param com frequência e, em diversas estações, têm mão única - ou seja, só estão instaladas escadas que sobem, e as que deveriam descer não foram instaladas ou estão paradas. Os passageiros sentem medo constante de assaltos e, no caso das mulheres, também de importunações sexuais. Além disso, desde 2016 o Metrorec tem sofrido com falta de recursos até mesmo para manutenção básica do sistema, ameaçando ano após ano suspender parcialmente seu funcionamento e sendo salvo de adotar tal medida extrema por aportes emergenciais de recursos federais.
O uso de bicicletas também encontra diversos problemas no Recife. A malha cicloviária (ciclovias, ciclofaixas e ciclorrotas) é muito pequena para as necessidades da população e tem sido expandida muito lentamente, implicando o descumprimento das metas do Plano Diretor Cicloviário da cidade. Com a carência de vias segregadas e seguras para bicicletas, os ciclistas são obrigados a pedalar nos mesmos espaços intensivamente utilizados pelos carros, motocicletas, ônibus e caminhões, correndo riscos severos de atropelamento. A expansão da malha cicloviária poderia ajudar a diminuir a superlotação dos ônibus, a dependência do transporte individual motorizado e, por tabela, o número de carros e motos, os engarrafamentos e a poluição atmosférica, porém hoje isso ainda é um sonho distante no Recife.